# Organização Americana de Professores de Português
A AOTP - Organização Americana de Professores de Português (American Organization of Teachers of Portuguese) é uma associação profissional para professores de Português nos Estados Unidos. É uma organização não governamental sem fins lucrativos criada por professores da Flórida e registrada no Departamento de Estado da Flórida. Foi fundada em 2007 em Miami, Flórida. A AOTP tem agora mais de 230 membros nos Estados Unidos e 22 outros países, e atua em parceria com a American Association of Teachers of Spanish and Portuguese.

## Missão
De acordo com os estatutos da AOTP, a sua missão é promover o ensino de português nos Estados Unidos, auxiliando na estruturação de cursos de português.

## História e organização
A organizacão surgiu em 2007 na Flórida para responder às necessidades profissionais dos professores de português como língua estrangeira e como língua de herança nos EUA e ajudar os pais das diásporas dos países de língua portuguesa a estabelecerem programas de português no sistema educativo público dos Estados Unidos. A organizacão é aberta a professores de português e a todos os outros interessados no idioma.
Desde 2015, a AOTP representa programas de língua portuguesa nos Estados Unidos no National Council of Less Commonly Taught Languages (Conselho Nacional das Línguas menos Ensinadas) e assumiu a presidência do conselho no biénio 2020-2022.

### Direção
A direção da AOTP consiste em um conselho executivo, que inclui a coordenação do Portuguese Language Journal, e um conselho consultivo que se distribui em seis representações regionais: Centro-Oeste, Nordeste, Montanhas Rochosas, Atlântico Sul, Centro-sul e Pacífico.

## Atividades da organização

### Conferência Anual
O EMEP - Encontro Mundial sobre o Ensino de Português é uma conferência realizada todos os anos desde 2012, e consiste de atividades sobre o ensino e aprendizagem de português como língua materna, estrangeira e de herança. Os encontros recentes tem sido feitos em parcerias com universidades como a Columbia University, Georgetown University, Universidade da Califórnia em Berkeley,Florida International University, University of Pittsburgh e Princeton University.

### Simpósio Anual de Português como Língua de Herança
O Simpósio de Português como Língua de Herança começou em 2017, organizado pelas pesquisadoras Gláucia Silva, da Universidade de Massachusetts Dartmouth, e Ivian Destro Boruchowski, da Florida International University, visando o enriquecimento teórico e prático dos professores de português como língua de herança.

### Ações de formação e webinários
A organização promove ações de formação e oficinas nas várias regiões onde atua e em parceria com outras organizações, como a Florida International University, Instituto Brasileiro de Educação e Cultura de San Francisco (IBEC), Consulado Geral do Brasil em Nova York, em San Francisco, em Miami, e o Consulado Geral de Portugal em San Francisco. Além das ações em local físico, a AOTP organiza webinários sobre o ensino e aprendizagem de português, com o apoio da FLAD - Fundação Luso-Americana para o Desenvolvimento.

### Publicações
Portuguese Language Journal é o jornal oficial da AOTP. Foi idealizado pela professora Mary Risner da University of Florida em 2006 como uma publicação académica independente de referência para os professores em sala de aula. Publica pesquisa sobre metodologia de ensino da língua portuguesa, pedagogia de línguas estrangeiras, aquisição de segunda língua, linguística e linguística aplicada, Estudos culturais e resenhas. Em 2016, o Portuguese Language Journal passou para a AOTP e é hoje a sua publicação oficial. As publicações acontecem na primavera e no outono dos Estados Unidos em acesso livre.
Boletim AOTP é o boletim on-line bimensal que informa os membros sobre as atividades da organização, oportunidades de emprego, entre outras informações.

## Bolsas e premiações
A AOTP disponibiliza bolsas aos membros que queiram apresentar os seus trabalhos na sua conferência anual.
Prémios entregues durante o evento Brazilian International Press Award, organizado desde 1997. Estes prémios reconhecem as conquistas e contribuições daqueles que se destacam no ensino e promoção da Língua Portuguesa nos Estados Unidos nas seguintes categorias: 
- Universidade com programa de Língua Portuguesa;
- Instituição ou Organização Comunitária com programa de Língua Portuguesa;
- Escola pública K-12 com programa de Língua Portuguesa;
- Projeto/Iniciativa Educacional;[22][23][24]
- Professor universitário do ano;
- Professor do nível fundamental ou médio do ano;
- Publicação académica sobre o ensino de português.[25]

Os membros da AOTP fazem nomeações e votam de forma anónima nos vencedores de cada ano.